# Glykosylering
Glykosylering är då kolhydrater (till exempel socker) tillfogas ett protein.
Det finns två olika former av glykosylering, N-länkad och O-länkad.
N-länkad glykosylering sker i det endoplasmatiska nätverket (ER) då en "föregångar-oligosaccharid" på 14 sockergrupper bestående av 9 mannose och 3 glukos-molekyler samt två N-acetylglukosaminer kopplas ihop med aminosyran asparagins kväveatom i dess sidokedja (N = kväve, därav N-länkad).
O-länkad glykosylering är en annan modifikation, som sker i golgiapparaten. Då placeras istället en oligosaccharid som börjar med N-acetylgalaktosaminer på aminosyran serin eller treonin och kopplas till deras syreatom i sidokedjan. (O = syre, därav O-länkad)
Efter den första sockergruppen på aminosyran satts på är det vanligt att ytterligare socker sätts fast så att det blir långa sockerkedjor, såsom i glykoprotein och proteoglykaner.